# Cyathea albifrons
Cyathea albifrons är en ormbunkeart som beskrevs av Eugène Vieillard och Fourn. Cyathea albifrons ingår i släktet Cyathea och familjen Cyatheaceae. Inga underarter finns listade.